# Neruda (film)
Pour plus de détails, voir Fiche technique et Distribution.
Neruda est un film biographique chilien réalisé par Pablo Larraín, sorti en 2016.

## Synopsis
En 1946, Gabriel González Videla est élu président de la République chilienne avec le soutien du parti communiste. Mais avec le début de la guerre froide, il rompt son alliance avec les communistes et finit par interdire leur parti (loi de défense de la démocratie). Le poète Pablo Neruda, alors sénateur communiste, le critique violemment et risque l'arrestation. Il cherche à quitter le pays avec sa femme Delia, mais ne parvient pas à franchir la frontière avec l'Argentine et doit rebrousser chemin.
Il rejoint la clandestinité. Le jeune policier Óscar Peluchonneau se voit confier la mission de l'arrêter. Il s'ensuit un jeu du chat et de la souris, Peluchonneau arrivant régulièrement dans les cachettes successives de Neruda juste après son départ. Parallèlement, le film montre la répression exercée sur la classe ouvrière, et le retentissement de la poésie de Neruda auprès de la population.
Pablo Neruda compose pendant cette période le Canto General, une de ses œuvres principales, qui sera envoyée clandestinement en différents fragments à son éditeur.
Pendant ce temps, à Paris, Pablo Picasso mobilise l'opinion publique européenne en faveur du poète chilien.
Pablo Neruda se retrouve finalement au sud du Chili, d'où il doit franchir les Andes à cheval pour rejoindre l'Argentine. Sa femme Delia, restée en arrière, est interrogée par Peluchonneau. Elle lui explique que dans toute intrigue, il y a des personnages principaux et des personnages secondaires, et que lui, Peluchonneau, n'est qu'un personnage secondaire sorti de l'imagination du poète. Peluchonneau, enfant illégitime ayant toujours douté de son identité, est déstabilisé par ce discours.
Il continue ensuite sa poursuite de Pablo Neruda à travers les Andes enneigées, mais finit par mourir dans la neige. C'est Neruda lui-même qui retrouve son corps. À Paris, Pablo Neruda est accueilli par Pablo Picasso, les intellectuels et la presse. Lors d'une conférence de presse, il mentionne le nom d'Oscar Peluchonneau, lui redonnant ainsi vie.

## Fiche technique
Sauf indication contraire, les informations mentionnées dans cette section peuvent être confirmées par la base de données cinématographiques IMDb,  présente dans la section « Liens externes ».
- Titre original et français : Neruda
- Réalisation : Pablo Larraín
- Scénario : Guillermo Calderón
- Musique : Federico Jusid
- Décors : Estefania Larraín
- Costumes : Felipe Criado et Muriel Parra
- Photographie : Sergio Armstrong
- Montage : Hervé Schneid
- Production : Renan Artukmac, Christian Cardoner, Peter Danner, Fernanda Del Nido, Juan Pablo García, Axel Kuschevatzky, Juan de Dios Larraín, Ignacio Rey, Gastón Rothschild, Jeff Skoll, Mercedes Tarelli et Alex Zito

Production déléguée : Mariane Hartard, Rocío Jadue et Jonathan King
Coproduction : Javier Beltramino et Marc Simoncini
- Sociétés de production : AZ Films, Casting del Sur, Fabula, Funny Balloons, Participant Media, Reborn Production, Stembro Cine et Televisión Federal
- Sociétés de distribution : 20th Century Fox (Chili) ; Wild Bunch Distribution
- Pays d'origine :  Chili /  Argentine /  France /  Espagne /  États-Unis
- Langues originales : espagnol ; allemand, français et mapudungun
- Format : couleur
- Genre : biographie
- Durée : 107 minutes
- Dates de sorties : 
  - France : 13 mai 2016 (Festival de Cannes) ; 4 janvier 2017 (sortie nationale)
  - Chili : 11 août 2016

## Distribution
- Luis Gnecco (VF : Hervé Pierre) : Pablo Neruda
- Gael García Bernal (VF : Jean-Christophe Dollé) : Óscar Peluchonneau
- Alfredo Castro (VF : Alain Lenglet) : Gabriel González Videla
- Mercedes Morán (VF : Sylvia Bergé) : Delia del Carril
- Pablo Derqui (VF : Arnaud Bedouët) : Víctor Pey
- Marcelo Alonso : Pepe Rodríguez
- Alejandro Goic : Jorge Bellet
- Francisca Imboden : Lola Falcón
- Roberto Farías : le chanteur travesti
- Michael Silva (VF : Félix Lebert-Kysyl) : Alvaro Jara
- Jaime Vadell (VF : Georges Claisse) : Arturo Alessandri Palma
- Emilio Gutiérrez Caba : Pablo Picasso
- Antonia Zegers
- Francisco Reyes : Bianchi

## Production
Le réalisateur Pablo Larraín et son scénariste Guillermo Calderón se sont plongés dans les poèmes et les écrits de Pablo Neruda, leur objectif étant de faire ressortir du film l'univers du poète et non pas une simple biographie. Les deux hommes ont dès lors jeté la première mouture du scénario, trop linéaire à leur goût, afin d'y injecter des éléments plus complexes qui demandent une plus grande gymnastique au spectateur.

## Accueil

### Festival et sorties
Le film est présenté en 2016 au festival de Cannes (sélection de la Quinzaine des réalisateurs).

### Critiques
Il est globalement positif : le site Allociné recense une moyenne des critiques presse de 3,9/5, et des critiques spectateurs à 3,4/5.
Pour Cécile Mury de Télérama, Neruda est un « antibiopic éblouissant (où) le cinéaste détricote tout, et d'abord la figure du grand homme. Il s'agit moins de montrer les faits que l'effet : l'imaginaire de Neruda, son impact sur tout un peuple, des enfants perdus aux femmes pâmées, sa puissance créative, s'échappent et débordent dans le film, truquent le réel, dévient les trajectoires et la narration. ».
Pour Jean-Baptiste Morain des Inrockuptibles, Neruda est « un biopic fantasmé et foutraque. […] Nous sommes dans un faux conte à la Borges : Peluchonneau est autant une invention de Neruda (la figure, le fantôme du mal qui le poursuit), que Neruda débauché décrit par Peluchonneau n'est que le fantasme d’un flic idiot et réactionnaire, imbu de sa personne et rêvant d'être celui qui arrêtera l'artiste le plus emblématique de son pays. […] (Le film est) iconoclaste, sardonique, vachard, et témoigne d'une réelle originalité dans la forme en miroir de son récit ».
Évoquant une « approche quasi farcesque », Joaquim Lepastier note dans les Cahiers du cinéma que « la figure mythique du poète sénateur communiste chilien est ainsi saisie dans un moment de disgrâce politique qui l'amène à prendre la fuite, tout cela raconté non sur un ton édifiant, mais sur un mode ludique et feuilletonesque ».

### Box-office
- France : 207 334 entrées[7]